# Cercocebus galeritus
Cercocebus galeritus (Мангабі танський) — вид приматів з роду Cercocebus родини Мавпові.

## Опис
Довжина голови й тіла самців: 49—63 см, самиць: 44—53 см; довжина хвоста самців: 62—76 см, самиць: 40—60 см; вага самців: 9,6—10,2 кг, самиць: 5,3—5,5 кг. Це довгохвоста мавпа середнього розміру. Хутро жовтувато-сіре, низ світліший. Із центру голови розходиться дуже довге, темніше волосся. Обличчя темне. Корінні зуби цього виду довгі, а різці дуже великі, дозволяючи використовувати тверде насіння в раціоні. 

## Поширення
Цей вид обмежується 27 плямами галерейних лісів вздовж нижньої частини річки Тана в Кенії від 20 до 40 м над рівнем моря.

## Стиль життя
Цей напівсухопутний вид може бути знайдений в групах від 13 до 36 осіб, іноді в скупченнях 50—60 тварин. У першу чергу живиться насінням, листям і фруктами. Зазвичай, після вагітності близько 170—180 днів народжується одне дитинча. Очікувана тривалість життя, як вважають, від 19 до 21 років, але мало ще відомо про історії життя цього виду. Відомі хижаки: Python sebae, Stephanoaetus coronatus, Polemaetus bellicosus, Crocodylus niloticus.

## Загрози та охорона
Цей вид знаходиться під загрозою збезлісення для сільськогосподарських земель і деревини, спалювання сусідніх лук. Цей вид занесений до Додатка I СІТЕС класу А Африканської конвенції про охорону природи і природних ресурсів. Живе в деяких природоохоронних зонах.